# Ionel Drîmbă

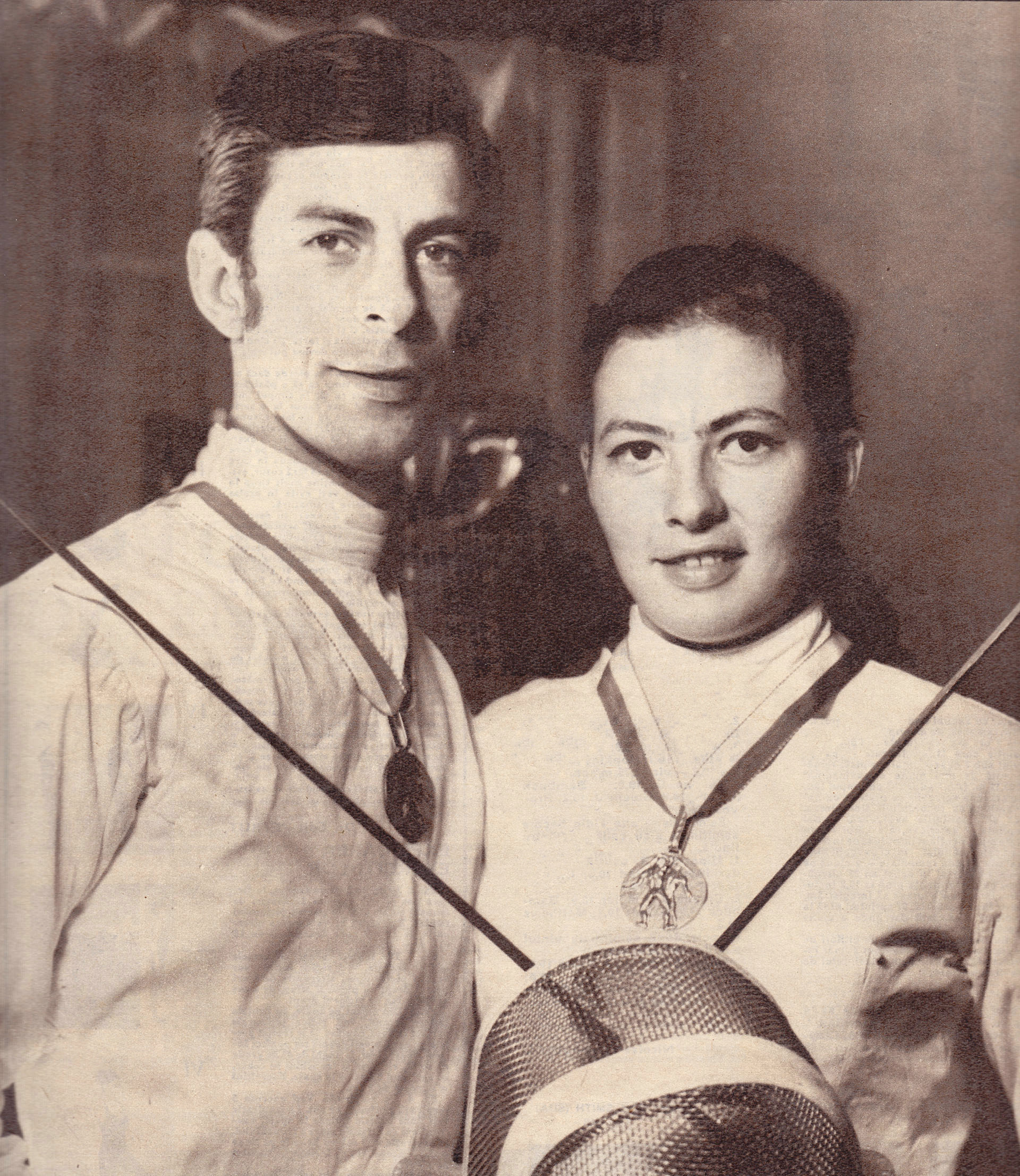
Ionel Drîmbă și Ileana Gyulai

Ion (Ionel) Alexandru Drîmbă (n. 18 martie 1942, Timișoara, România – d. 20 februarie 2006, Brazilia) a fost un scrimer român specializat pe floretă și pe sabie. Laureat cu aur la floretă individual la Jocurile Olimpice de vară din 1968, a câștigat primul titlu olimpic din istoria scrimei românești. A fost și campion mondial pe echipe în 1969.

## Carieră
Ion Drîmbă s-a născut la Timișoara într-o familie de origine modestă. Tatăl său lucra la poștă. La vârsta de opt ani, s-a apucat de scrimă pentru a-l urma pe fratele său cel mai mare. A făcut primii pași în acest sport la Asociația „Flacăra roșie” cu antrenorul Andrei Altman. Și-a demonstrat valoarea rapid: de la vârsta de 13 ani a concurat în categoria de seniori (divizia B) la floretă și la sabie. În anul 1959 a câștigat la campionatul național de juniori la ambele probe.
În anul 1960 s-a transferat la CSA Steaua ca angajat civil sub îndrumarea lui Vasile Chelaru. În același an, la vârsta de 18 ani, a devenit campion național de seniori la floretă. A cucerit medalia de argint la floretă și a ajuns în semifinale la sabie la Campionatul European de juniori de la Leningrad. A participat la proba de floretă individual la Jocurile Olimpice din 1960 de la Roma, dar nu a câștigat nici o medalie. La Universiada din 1961 de la Sofia și-a cunoscut viitoarea lui soție, Ileana Gyulai. În anul 1963 a devenit vicecampion mondial de juniori la Gent, și vicecampion universitar la floretă și medaliat cu bronz la sabie la Universiada de la Porto Alegre. În anul următor a fost campion național la ambele arme. A luat parte la patru probe Jocurile Olimpice din 1964 de la Tokyo, unde și-a îmbunătățit rezultatele de la Roma 1960, dar nu a putut urca pe podium.
Alături de Ștefan Ardeleanu, Iuliu Falb, Tănase Mureșanu și Mihai Țiu, a cucerit medalia de aur pe echipe la Campionatul Mondial din 1967 de la Montreal. Pentru această realizare a fost numit maestru emerit al sportului. La Jocurile Olimpice din 1968, cu 19 victorii și două înfrângeri, a câștigat primul titlu olimpic din istoria scrimei românești. A fost declarat cel mai bun scrimer din lume de Asociația Internațională a Presei Sportive (AIPS). A fost decorat cu Meritul Sportiv, clasa I, dar nu a primit mașina Fiat și suma de 25.000 de lei pe care statul român i le promisese câștigătorilor unui titlu olimpic. 
Nemulțumit de modul în care sportivii de performanță erau tratați în România, a fugit în Republica Federală Germană în 1970, în timp ce era în Paris pentru Challenge-ul Martini, o etapă de Cupa Mondială: a scăpat dintr-un dineu oficial și a găsit refugiu la ambasada vest-germană. Prin urmare, numele său a fost șters din statisticile și documentele oficiale. De pildă, nu a fost menționat în cartea Aur olimpic românesc (1980). El s-a stabilit la Ulm, unde a lucrat ca antrenor pentru Federația Germană de Scrimă. I-a pregătit, printre alții, pe campionii germani Matthias Behr și Alexander Pusch. După doi ani, s-a mutat în Statele Unite ale Americii, stabilindu-se mai întâi la Tucson, Arizona, apoi la San Francisco, unde și-a înființat școala de scrimă. A lucrat, de asemenea, în Venezuela și în Brazilia, unde a creat un alt club de scrimă la Sao Paolo, lucrând în special cu Antonio Augusto Telles Machado. Acolo s-a recăsătorit și a avut patru copii.
În anul 1996 a decis să revină în România, unde numele său a fost restabilit după Revoluția Română din 1989. A fost decorat cu Ordinul Național „Pentru Merit” în grad de ofițer, dar, în ciuda experienței acumulate în străinătate, nu a primit nicio ofertă de angajare și a fost nevoit să-și retragă candidatura la președinția Comitetului Olimpic și Sportiv Român deoarece nu îndeplinea una din condițiile solicitate (nu avea studii superioare). Funcția a fost obținută de Ion Țiriac în cele din urmă. Foarte dezamăgit, Ion Drîmbă s-a întors în Brazilia, unde și-a continuat activitatea de antrenor în sudul regiunii Minas Gerais. A pregătit-o, printre altele, pe sabrera Elora Pattaro, care a fost laureată cu argint la Campionatul Mondial pentru cadeți din 2003 de la Trapani. A murit în anul 2006.
Stilul său a fost descris astfel: „Deplasările ușoare, aidoma felinelor, îndelungatele momente de expectativă, ca și finalizarea rapidă și precisă a loviturilor, îl făceau să pară o panteră în acțiune.”.

## Distincții
- Maestru emerit al sportului (1967)
- Meritul Sportiv, clasa I (1968)
- Ordinul național „pentru Merit” în grad de ofițer (2000)